# Medjerda

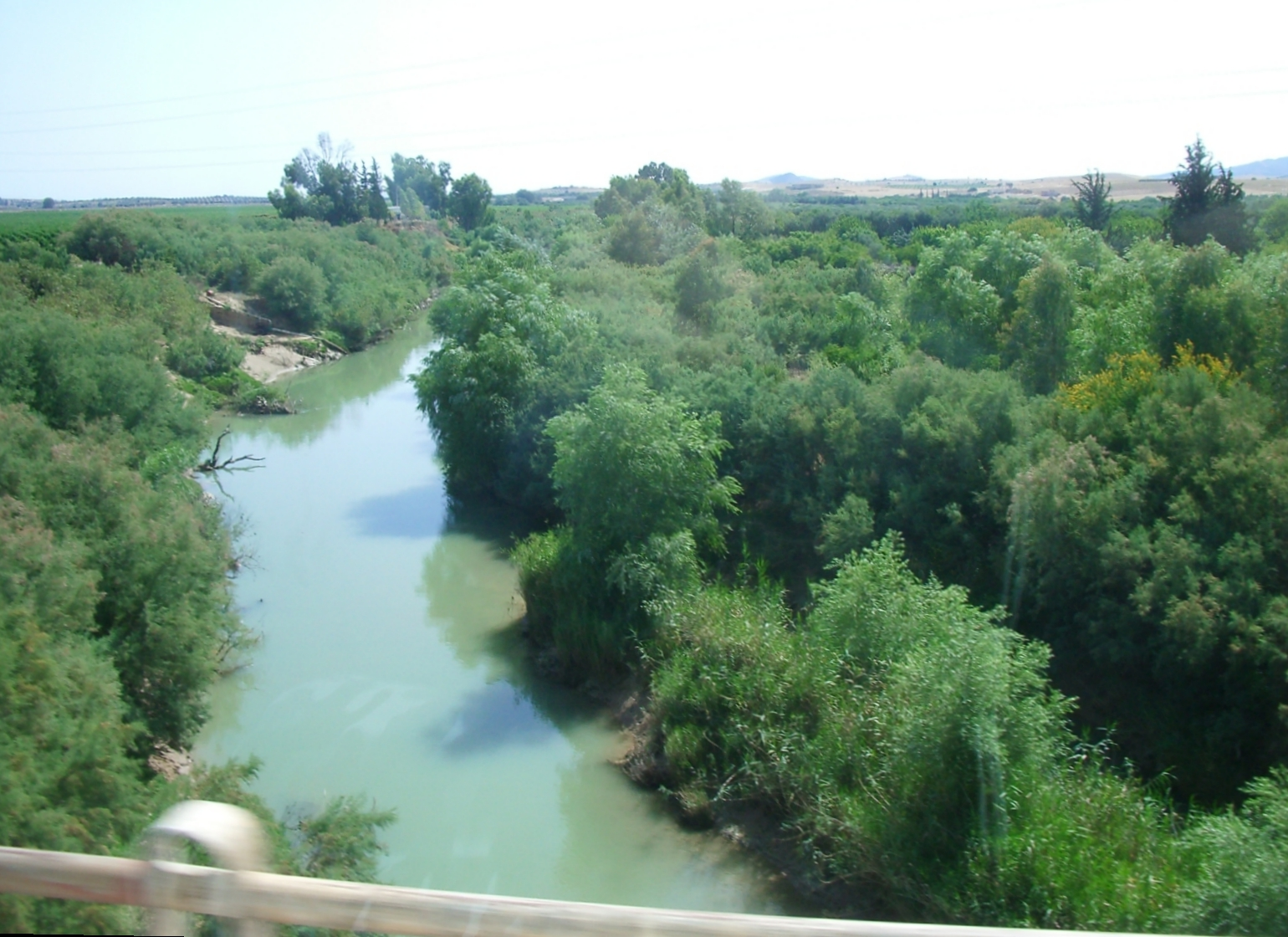
Riu Medjerda prop de Medjez El Bab

El riu Medjerda (àrab: وادي مجردة, wādī Majarda) és el principal riu de Tunísia, amb una conca de 23.500 km². És l'únic riu del país amb cabal perenne.
Neix prop de Souk-Ahras, a Algèria; corre per aquest estat uns 65 km i entra a Tunísia prop de Jendouba, i recorre en aquest país uns 350 km fins al golf de Tunis, on desaigua formant un estuari al·luvial que marca el nord del golf i el sud de la badia de Ghar El Melh (Porto Farina). El seu recorregut total és de 415 km. A l'antiguitat clàssica es deia Bàgrada (en llatí Băgrăda) o Bàgradas (en grec Βαγράδας Bagràdas), Polibi el menciona com a Macar.
L'afluent principal n'és l'Oued Mellegue. Els afluents de l'esquerra fan de drenatge a les muntanyes dites de la Medjerda i als Djebel El Guessa, Djebel Bou Goutran, Djebel Sabram, Djebel Tabouna, Djebel Zbla, Djebel Anq i Djebel Lanserine. Els afluents principals per la dreta en són el Bou Heurtma, Kasseb i Beja. La confluència amb l'Oued Mellegue drena, amb els seus nombrosos afluents, una gran zona que va fins a Algèria. Per aquesta part, els afluents en són Oued Tessa, Oued Siliana, Kralled (que travessen els pendents nord de les muntanyes Eich Cheid, El Adoba, Richane, i Kifene Ali Sansou) i altres de menors a les valls de les muntanyes Zeller, Berda i Tabrone.
A partir del 1935 es van construir embassaments per tal de reduir el risc d'aiguades i dipòsits excepcionals de material al·luvial. La crescuda del 1973 hi va portar en sis dies 100 milions de tones de material, de les quals tres quartes parts es van dipositar a les zones inundables.

## Història
A l'època clàssica, aleshores conegut com a Bàgrada, a la seva vora s'hi van lliurar tres importants batalles. La primera, el 255 aC, entre Marc Atili Règul al capdavant dels romans i Xantip pels cartaginesos, amb victòria cartaginesa. La segona, el 239 aC, entre el cartaginès Amílcar Barca i els mercenaris rebels i els seus aliats númides, amb victòria d'Amílcar durant la Guerra dels Mercenaris. La tercera, el 24 d'agost del 49 aC, entre Gai Curi, general de Juli Cèsar, i Publi Ati Var, el general pompeià i el seu aliat, el rei Juba I de Numídia, amb victòria dels pompeians.